# Фелипе Калдерон
Фелипе де Хесус Калдерон Инохоса (на испански: Felipe de Jesús Calderón Hinojosa) е мексикански политик от Партията на националното действие. Той е президент на Мексико от 2006 до 2012 година.